# Peter Rabe
Peter Rabe (* 10. November 1951 in Schwarmstedt; † 31. März 2018) war ein deutscher Politiker (SPD). Er war von 1990 bis 2003 Mitglied des Niedersächsischen Landtages.

## Leben
Peter Rabe erlangte die Hochschulreife am Domgymnasium Verden im Jahr 1970, ein Jahr nachdem er im Rahmen eines Schüleraustauschprogrammes in Michigan (USA) das High School Diploma erlangt hatte. Er diente bis 1973 bei der Bundesmarine und war Leutnant zur See der Reserve.
Im Anschluss studierte er in Marburg und Bonn Rechtswissenschaften und Politikwissenschaften mit einem Auslandsaufenthalt in Washington, D.C. und Chicago. Der Stipendiat der Friedrich-Ebert-Stiftung legte sein erstes juristisches Staatsexamen im Jahr 1979 in Bonn ab und arbeitete danach von 1980 bis 1981 an der Universität Bonn am Lehrstuhl für Staats- und Völkerrecht als wissenschaftlicher Assistent. Sein Referendariat absolvierte er im Oberlandesgerichtsbezirk Celle. Im Anschluss an das zweite Staatsexamen im Jahr 1983 arbeitete er in einer Walsroder Rechtsanwaltsgemeinschaft, schließlich wurde er im Jahr 1993 als Notar bestellt.
Er war verheiratet und hat zwei Kinder.

## Politik
Peter Rabe trat im Jahr 1970 in die SPD ein und wurde später im damaligen SPD-Unterbezirk Soltau-Fallingbostel Stellvertreter des Vorsitzenden. Im Jahr 1981 wurde er Mitglied des Rates der Stadt Rethem (Aller) und 1986 Ratsmitglied der Samtgemeinde Rethem/Aller. Als Abgeordneter des Kreistages im Landkreis Soltau-Fallingbostel wirkte er ab 1991 unter anderem als stellvertretender Vorsitzender der SPD-Fraktion. 
Von 1990 bis 2003 war er als direkt gewählter Abgeordneter des Wahlkreises Fallingbostel Mitglied des Niedersächsischen Landtages (12. bis 14. Wahlperiode). Im Landtag galt er als Rechtsexperte. Er gehörte dem Ausschuss für Bundes- und Europaangelegenheiten an. Zudem war er Vorsitzender zweier Parlamentarischer Untersuchungsausschüsse: im Jahre 1993 zu U-Boot-Geschäften mit Taiwan und im Jahre 2000 zu Verfehlungen des zurückgetretenen Ministerpräsidenten Gerhard Glogowski. Von 1994 an gehörte Peter Rabe dem Kongress der Gemeinden und Regionen des Europarates an. 
2005 wurde Rabe mit dem Verdienstkreuz am Bande des Niedersächsischen Verdienstordens geehrt; 2017 erhielt er die Willy-Brandt-Medaille.